# Petalura
Petalura is een geslacht van echte libellen, en het typegeslacht van de familie Petaluridae. Fossielen zijn bekend vanaf het Jura.

## Soorten
- Petalura gigantea Leach, 1815
- Petalura hesperia Watson, 1958
- Petalura ingentissima Tillyard, 1908
- Petalura litorea Theischinger, 1999
- Petalura pulcherrima Tillyard, 1913